# Sofiane Guitoune

a Compétitions nationales et continentales officielles uniquement.

b Matchs officiels uniquement.
Dernière mise à jour le 18 août 2023.
Sofiane Guitoune, né le 27 mars 1989 à Alger, est un joueur international français de rugby à XV évoluant au poste d'ailier ou de centre. Entre 2015 et 2017, il fait partie de l'effectif de l'équipe de France de rugby à sept, disputant deux rencontres lors des Jeux olympiques d'été de 2016. 
Il remporte le championnat de France en 2019, 2021, 2023 et 2024 avec le Stade toulousain.

## Biographie
Sofiane Guitoune est né à Alger. Il émigre très jeune avec ses parents et s'installe dans le département du Cher, à Vierzon, où il grandit dans le quartier du Clos du Roy. Il débute alors le rugby dans le club de la ville, le Vierzon SAV. En 2005-2006, il passe une saison dans le club du CA Brive, avant de partir pour le SU Agen la saison suivante.

## Carrière

### En club

#### Débuts en Pro D2
Sofiane Guitoune est formé au SU Agen, où Henry Broncan lui permet de disputer ses premiers matchs en Pro D2, lors de la saison 2007-2008. Il dispute huit rencontres lors de la saison 2009-2010 où le club obtient son accession en Top 14 en terminant à la première place de la phase régulière. En 2010, Sofiane Guitoune signe en faveur du Sporting club albigeois avec deux autres coéquipiers, Maxime Carabignac et Romain Sola, les trois joueurs rejoignant ainsi Broncan  dans son nouveau club. Également rejoint par d'autres Agenais, Michel Denêtre, Cyriac Ponnau, Benjamin Sore et Dave Vainqueur, Albi dispute la finale d'accession au Stade Armandie d'Agen face à l'Union Bordeaux Bègles, après avoir éliminé le Stade montois, en demi-finale, avec un essai de Guitoune. Albi s'incline sur le score de 21 à 14 et Guitoune dispute 31 rencontres et inscrit 48 points, dont neuf essais.

#### USA Perpignan (2012-2014)
Grâce à une saison rayonnante 2011-2012, où il exprime sa très grande pointe de vitesse et ses appuis incroyables à l'arrière de formation (aussi à l'aise à l'aile et au centre), il signe un contrat de deux saisons en faveur de l'USA Perpignan. Toutefois, ses débuts avec son nouveau club sont contrariés par une rupture des ligaments croisés antérieurs du genou droit lors de la première journée du championnat. Il fait son retour plus de huit mois plus tard lors d'un match de Challenge européen face au Stade toulousain. Durant cette saison, il dispute finalement quatre rencontres de championnat, inscrivant un essai, et une de challenge européen.
La saison suivante est totalement différente pour Guitoune. Grâce à un bon début d'exercice avec 7 essais en 12 rencontres avant les tests internationaux de novembre (ce qui fait alors de lui le meilleur marqueur du début du Top 14), il est retenu par le staff de l'équipe de France pour la tournée d'automne 2013. En janvier 2014, lors du dernier match de poule de la coupe d'Europe, où il est aligné au poste de demi d'ouverture face au club anglais de Gloucester, il se rompt le tendon d'Achille gauche, ce qui met un terme à sa saison. Ses statistiques sont alors de treize matchs joués en Top 14, pour 45 points marqués, neuf essais, et quatre matchs de coupe d'Europe.

#### Union Bordeaux-Bègles (2014-2016)
Le 3 mai 2014, le club de l' USA Perpignan est relégué en Pro D2. Il signe donc un contrat de deux ans avec l'Union Bordeaux Bègles. Malgré une déchirure aux ischios-jambiers lors de sa première saison avec son nouveau club, il obtient 17 titularisations lors des 21 rencontres qu'il dispute, inscrivant quatre essais. La saison suivante, il dispute trois rencontres de coupe d'Europe, inscrivant un essai contre les Ospreys, dans une poule équilibrée où les quatre équipes remportent trois victoires et concèdent trois défaites. 

#### Stade toulousain

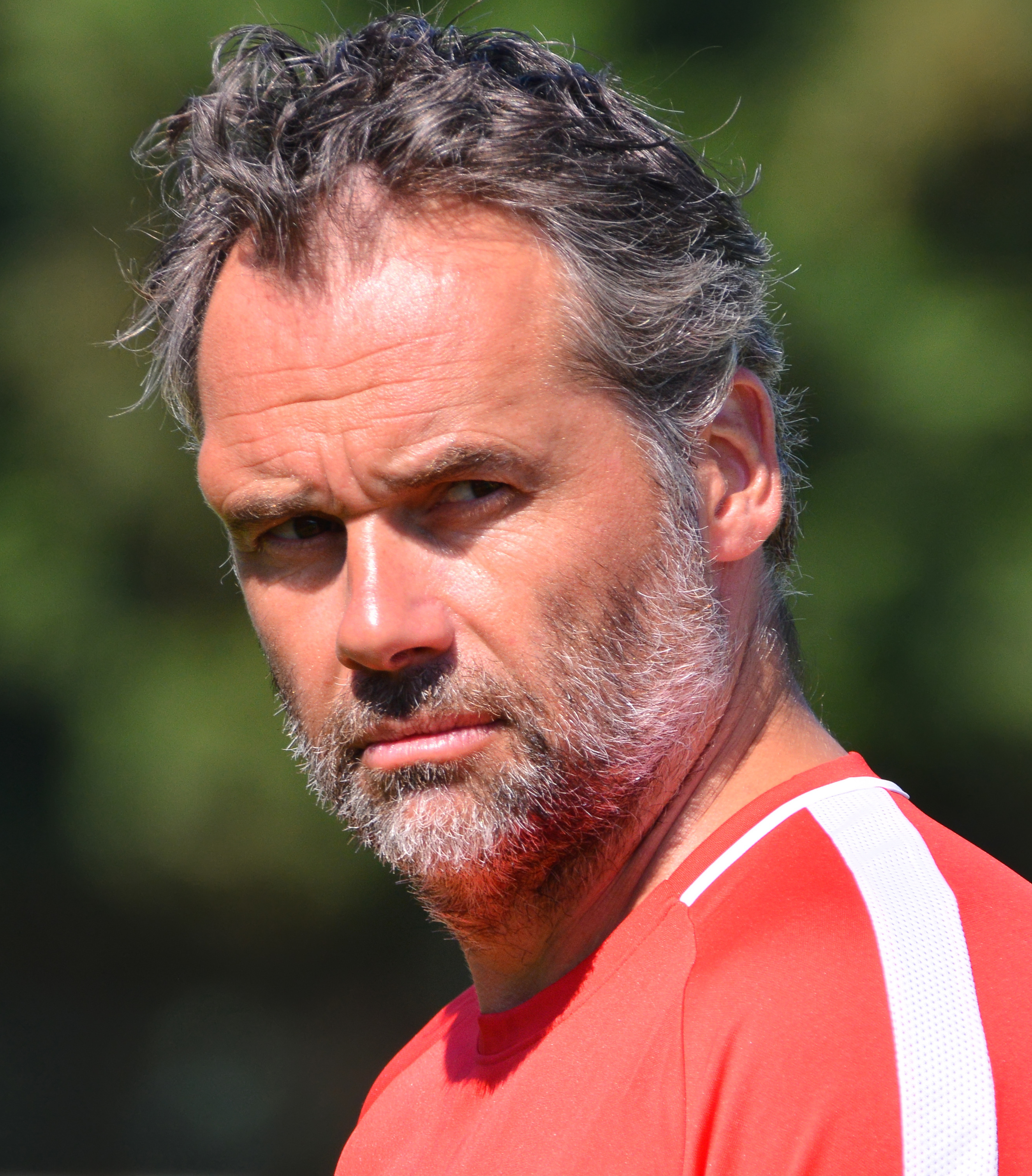
Ugo Mola, ici en 2018, est l'entraîneur de Sofiane Guitoune depuis 2016.

Annoncée depuis décembre 2015, sa signature au Stade toulousain a lieu le 8 juin 2016 et le lie jusqu'en 2019.
Ennuyé par plusieurs soucis physiques durant les deux premières saisons, il ne parvient pas à s'imposer dans l'équipe toulousaine. Il ne comptabilise ainsi que quinze apparitions en Top 14 en deux saisons (sept titularisations).
En septembre 2018, Ugo Mola le replace au poste de centre. Il enchaîne alors les matchs en second centre, généralement associé à Romain Ntamack ou Maxime Mermoz. Il est le joueur le plus utilisé par le staff à la mi-saison. En décembre, il prolonge son contrat avec le club toulousain de trois ans, soit jusqu'en 2022. En phase finale, il est associé au centre au néo-zélandais Pita Ahki. Lors de la demi-finale de Top 14 remportée 20 à 6 face au Stade rochelais, il inscrit le premier essai toulousain et est élu homme du match. Une semaine plus tard, il remporte le Bouclier de Brennus lors de la finale au Stade de France. À l'issue de la saison, il est élu meilleur second centre de la saison de Top 14 par les internautes du site www.rugbyrama.fr.

### En sélection

#### Avec le XV de France (depuis 2013)
Nouveau venu au sein du XV de France pour la tournée de novembre 2013, Sofiane Guitoune ne joue pas le premier match contre les All Blacks. Il est toutefois titulaire à l'aile face aux Tonga la semaine suivante. Après six minutes de jeu et sur son premier ballon (passe au pied de Rémi Talès), Sofiane Guitoune inscrit son premier essai en Bleu. Puis il fixe la défense adverse et offre un essai à Brice Dulin, son ancien coéquipier à Agen. Il est élu meilleur joueur du match pour sa première sélection avec l'équipe de France qui s'impose 38 à 18. Sofiane Guitoune est à nouveau titularisé à l'aile lors du match suivant, face aux Springboks, pour une défaite 10 à 19 au Stade de France.
Le 6 janvier 2014, l'ailier perpignanais est appelé par Philippe Saint-André dans le groupe des 30 pour préparer le tournoi des Six Nations 2014. Il doit déclarer forfait en raison d'une blessure en coupe d'Europe. L'année suivante, il figure de nouveau dans un groupe de 31 joueurs appelés à préparer le Tournoi 2015. Il est titularisé lors du premier mtach, face au Pays de Galles. Blessé à une cuisse, il déclare forfait pour le match suivant face à l'Italie.
Retenu dans la liste des 31 joueurs qui préparent la coupe du monde 2015, il est appelé pour le deuxième match, face à la Roumanie, où il inscrit deux essais et participe à la victoire de l'équipe de France sur le score de 38 à 11. Toutefois, il n'est pas retenu pour les matchs suivant, le sélectionneur lui préférant Rémy Grosso, rappelé pour pallier la blessure de Yoann Huget lors du premier match contre l'Italie, puis Brice Dulin.
Le 18 juin 2019, il est de nouveau appelé dans la liste des 31 joueurs convoqués en équipe de France afin de préparer la Coupe du monde de rugby 2019 qui se tiendra au Japon.

#### Avec l'équipe de France de rugby à sept (depuis 2016)
En février 2016, il obtient l'autorisation de son club de disputer deux tournois avec l'équipe de France de rugby à sept, aux États-Unis et au Canada, dans le but de pouvoir postuler à la sélection finale du groupe qui disputera les Jeux olympiques de Rio. Il réintègre l'équipe quelques mois plus tard dans une liste élargie pour la préparation du tournoi. Il joue le tournoi de Exeter comptant pour les Seven's Grand Prix Series 2016, durant lequel il réalise un bon tournoi. Il est ainsi intégré à l'équipe qui disputera le tournoi olympique en tant que réserviste.

## Statistiques

### En club
| Saison                      | Club                        | Championnat                 | Championnat | Championnat | Championnat | Coupe d'Europe     | Coupe d'Europe | Coupe d'Europe | Coupe d'Europe |
| Saison                      | Club                        | Compétition                 | Matches     | Essais      | Points      | Compétition        | Matches        | Essais         | Points         |
| --------------------------- | --------------------------- | --------------------------- | ----------- | ----------- | ----------- | ------------------ | -------------- | -------------- | -------------- |
| 2007-2008                   | SU Agen                     | Pro D2                      | 21          | 2           | 10          | -                  | -              | -              | -              |
| 2008-2009                   | SU Agen                     | Pro D2                      | 13          | 2           | 10          | -                  | -              | -              | -              |
| 2009-2010                   | SU Agen                     | Pro D2                      | 8           | 1           | 5           | -                  | -              | -              | -              |
| Total SU Agen               | Total SU Agen               | Total SU Agen               | 42          | 5           | 25          | -                  | -              | -              | -              |
| 2010-2011                   | SC Albi                     | Pro D2                      | 31          | 9           | 48          | -                  | -              | -              | -              |
| 2011-2012                   | SC Albi                     | Pro D2                      | 25          | 7           | 35          | -                  | -              | -              | -              |
| Total SC Albi               | Total SC Albi               | Total SC Albi               | 56          | 16          | 83          | -                  | -              | -              | -              |
| 2012-2013                   | USA Perpignan               | Top 14                      | 4           | 1           | 5           | Challenge européen | 1              | 0              | 0              |
| 2013-2014                   | USA Perpignan               | Top 14                      | 13          | 9           | 45          | Coupe d'Europe     | 4              | 0              | 0              |
| Total USA Perpignan         | Total USA Perpignan         | Total USA Perpignan         | 17          | 10          | 50          |                    | 5              | 0              | 0              |
| 2014-2015                   | Union Bordeaux Bègles       | Top 14                      | 21          | 4           | 20          | Challenge européen | 0              | 0              | 0              |
| 2015-2016                   | Union Bordeaux Bègles       | Top 14                      | 9           | 3           | 15          | Coupe d'Europe     | 3              | 1              | 5              |
| Total Union Bordeaux Bègles | Total Union Bordeaux Bègles | Total Union Bordeaux Bègles | 30          | 7           | 35          |                    | 3              | 1              | 5              |
| 2016-2017                   | Stade toulousain            | Top 14                      | 5           | 2           | 10          | Coupe d'Europe     | -              | -              | -              |
| 2017-2018                   | Stade toulousain            | Top 14                      | 10          | 1           | 5           | Challenge européen | 6              | 2              | 10             |
| 2018-2019                   | Stade toulousain            | Top 14                      | 23          | 12          | 60          | Coupe d'Europe     | 8              | 4              | 20             |
| 2019-2020                   | Stade toulousain            | Top 14                      | 8           | 3           | 15          | Coupe d'Europe     | 8              | -              | -              |
| 2020-2021                   | Stade toulousain            | Top 14                      | 15          | 2           | 10          | Coupe d'Europe     | 1              | -              | -              |
| 2021-2022                   | Stade toulousain            | Top 14                      | 12          | -           | -           | Coupe d'Europe     | 3              | -              | -              |
| 2022-2023                   | Stade toulousain            | Top 14                      | 17          | 2           | 10          | Champions Cup      | 2              | -              | -              |
| 2023-2024                   | Stade toulousain            | Top 14                      | 2           | 2           | 10          | Champions Cup      | -              | -              | -              |
| Total Stade toulousain      | Total Stade toulousain      | Total Stade toulousain      | 92          | 24          | 120         |                    | 28             | 6              | 30             |
| Total                       | Total                       | Total                       | 237         | 62          | 313         |                    | 36             | 7              | 35             |

Statistiques détaillés par compétition
| Compétitions   | Compétitions       | Matchs | Essais | Saisons | Clubs                                                |
| -------------- | ------------------ | ------ | ------ | ------- | ---------------------------------------------------- |
| LNR            | Top 14             | 139    | 41     | 12      | Stade toulousain Union Bordeaux Bègles USA Perpignan |
| LNR            | Pro D2             | 98     | 21     | 5       | SU Agen SC Albi                                      |
| EPCR           | Coupe d'Europe     | 29     | 5      | 7       | Stade toulousain Union Bordeaux Bègles USA Perpignan |
| EPCR           | Challenge européen | 7      | 2      | 3       | Stade toulousain Union Bordeaux Bègles USA Perpignan |
| Total carrière | Total carrière     | 273    | 69     | 27      |                                                      |

### Internationales
Au 9 octobre 2019, Sofiane Guitoune compte neuf capes internationale en équipe de France. Il a honoré la première de celle-ci le 16 novembre 2013 contre l'équipe des Tonga.
Il participe à deux éditions de la Coupe du monde, lors de l'édition 2015, où il dispute une rencontre contre la Roumanie, et où il inscrit deux essais, et lors de l'édition 2019, jouant les matchs contre les États-Unis et le Tonga.
Avant ses sélections avec l'équipe de France, il porte le maillot de sélections de jeune. Il est international des moins de 18 ans et des moins de 19 ans, disputant un match en 2007 contre la sélection italienne où il inscrit un essai.

#### Tournoi des Six Nations
| Édition          | Rang | Résultats France | Résultats Guitoune | Matchs Guitoune |
| ---------------- | ---- | ---------------- | ------------------ | --------------- |
| Six Nations 2015 | 4    | 2 v, 0 n, 3 d    | 0 v, 0 n, 1 d      | 1/5             |

Légende : v = victoire ; n = match nul ; d = défaite ; la ligne est en gras quand il y a Grand Chelem.

#### Coupe du monde
| Édition         | Rang               | Résultats France | Résultats Guitoune | Matchs Guitoune |
| --------------- | ------------------ | ---------------- | ------------------ | --------------- |
| Angleterre 2015 | Quart de finaliste | 3 v, 0 n, 2 d    | 1 v, 0 n, 1 d      | 2/5             |
| Japon 2019      | Quart de finaliste | 3 v, 0 n, 1 d    | 2 v, 0 n, 0 d      | 2/4             |

Légende : v = victoire ; n = match nul ; d = défaite.

## Palmarès

### En club
- SU Agen

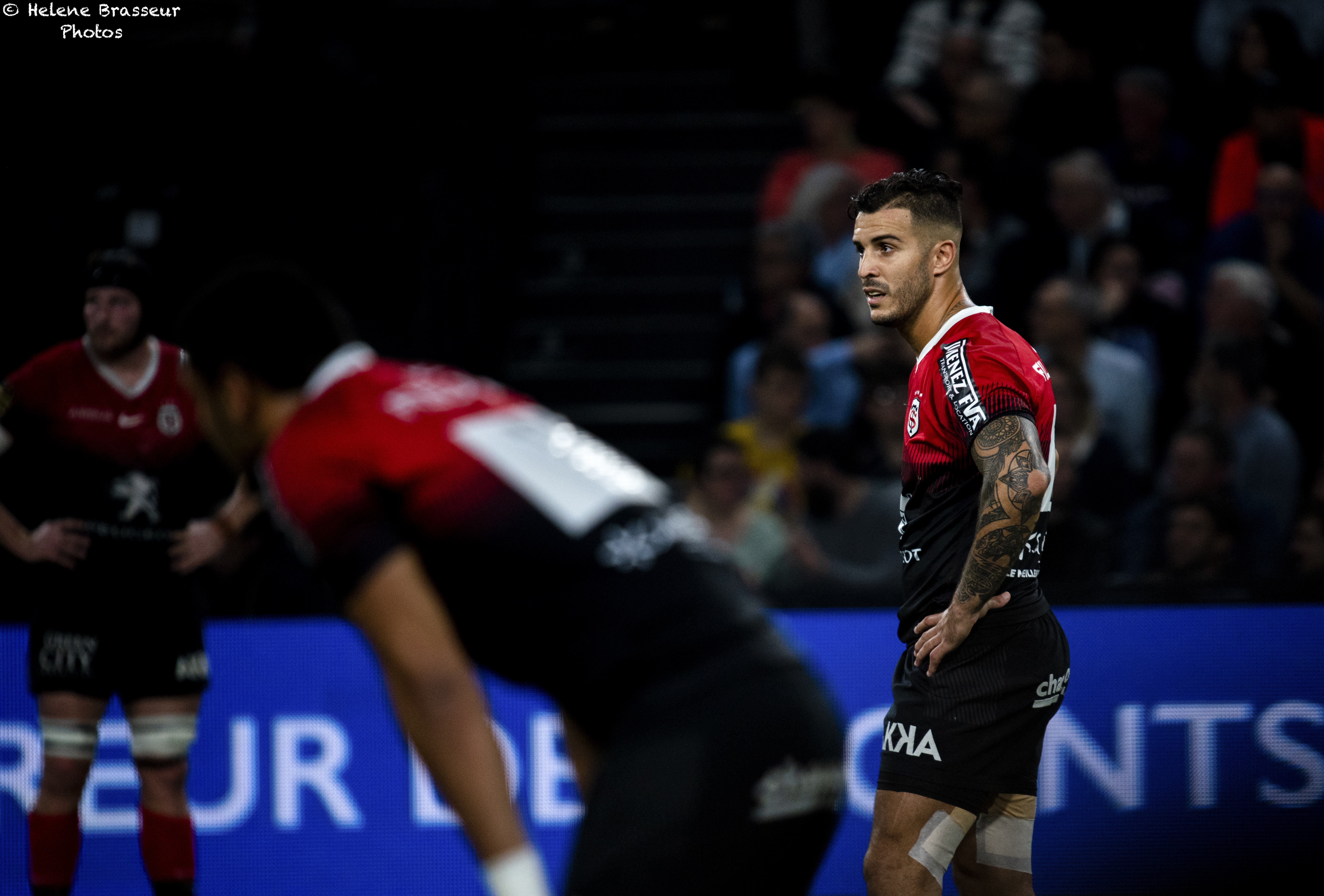
Sofiane Guitoune, en 2020, avec le Stade toulousain.

  - Vainqueur du Championnat de France de Pro D2 en 2010
- Stade toulousain
  - Vainqueur du Championnat de France en 2019, 2021[N 1], 2023[N 1] et 2024[N 1]

### En sélection nationale
- France -20
  - Vainqueur du Tournoi des Six Nations des moins de 20 ans en 2009